# 일본국 헌법 제81조
일본국 헌법 제81조(일본어: 日本国憲法第81条)은 일본국 헌법 제6장 "사법"의 조문 중 하나이다. 최고재판소의 위헌 법령 심사권에 대해 규정하고 있다.

## 조문
일본국 헌법 제81조
최고재판소는 일체의 법률, 명령, 규칙 또는 처분이 헌법에 적합한지 아닌지를 결정하는 권한을 가진 종심(終審) 재판소이다.

## 해설
최고재판소가 위헌법률심판권, 유권해석 등의 헌법재판권을 가진다고 규정하였다. 일본에는 헌법재판소가 존재하지 않으므로 최상급 재판소인 최고재판소가 헌법재판까지 담당한다.